# Flop (Film)
Als Flop wird in der Filmwirtschaft ein Film bezeichnet, dessen Einspielergebnis an den Kinokassen („Box Office“) deutlich unter den Erwartungen bleibt und die Kosten für Produktion (Filmbudget) sowie Verleih und Marketing (Prints and Advertising) nicht ausgleicht. Gelegentlich wird auch im deutschsprachigen Raum die englische Bezeichnung Box Office Bomb verwendet.
Das Gegenstück, einen kommerziell sehr erfolgreichen Film, bezeichnet man als „Blockbuster“.

## Hintergrund
Die Ursachen für den kommerziellen Misserfolg eines Films sind vielfältig und reichen von schlechtem oder fehlendem Marketing, einem schwierigen Wettbewerbsumfeld, d. h. konkurrierenden, publikumstarken Filmen im Veröffentlichungszeitraum, massiv überzogenen Produktionsbudgets, schlechten Filmkritiken und negativer Mundpropaganda bis zu unerwarteten Einflüssen (z. B. Kriege, Naturkatastrophen, Pandemien).
Der erste Flop der Filmgeschichte im Millionen-Dollar-Bereich war der monumentale Stummfilm Intolerance von D. W. Griffith aus dem Jahr 1916. Der mit zwei Millionen Dollar bis dahin teuerste Film überhaupt kam Anfang September 1916 in die Kinos, wenige Monate vor dem Eintritt der Vereinigten Staaten in den Ersten Weltkrieg und während der Endphase des Wahlkampfs zur Präsidentschaftswahl am 7. November 1916. Die Grundbotschaft des Films – zu zeigen, wozu intolerante Menschen fähig sind und wohin Intoleranz führen kann – war konträr zur Stimmung in der amerikanischen Bevölkerung. Der Flop führte zum Bankrott der Produktionsfirma Triangle Studios und zur jahrelangen Verschuldung von Griffith.
Insbesondere das Floppen sogenannter Tentpole-Releases, deren Entstehen oft mit einem erheblichen Produktionsbudget verbunden ist, kann zu finanziellen Problemen für die Filmproduktionsgesellschaft führen. So musste Walt Disney Pictures nach dem Misserfolg des teuer produzierten Science-Fiction-Films John Carter – Zwischen zwei Welten im Jahr 2012 einen operativen Verlust von 200 Millionen Dollar ausweisen.
Generell hat eine direkte Gegenüberstellung von Einspielergebnissen und Produktionskosten nur eine begrenzte Aussagekraft über den finanziellen Erfolg einer Produktion, da die Kinoeinnahmen zwischen Filmverleih und Kinobetreibern geteilt werden. Der Verleiher erhält durchschnittlich etwas mehr als die Hälfte der Einnahmen als Verleihmiete, der Rest verbleibt bei den Kinos. Selbst wenn das weltweite Einspielergebnis also dem Filmbudget gleicht, gilt ein Film aus Sicht des Filmverleihs als Flop, da die Kosten nicht durch die Verleihmiete finanziert werden können. Zum anderen werden in dieser Betrachtung oft nur die reinen Produktionskosten den Kinoerlösen gegenübergestellt, während weitere Kosten für Marketing, Vertrieb, Pressearbeit und Synchronisation unberücksichtigt bleiben. Auch Einkünfte aus nachgelagerten Stufen der Filmverwertungskette wie die Video- und Fernsehauswertung, aber auch Merchandising, werden hierbei nicht berücksichtigt. Über diese nachgelagerten Auswertungsstufen kann ein Film dennoch langfristig profitabel sein, auch wenn er zunächst im Kino ein Flop war.
So galt der Monumentalfilm Cleopatra bei seiner Veröffentlichung 1963 als Flop, da er bei Produktions- und Marketingkosten von ca. 45 Millionen US-Dollar nur etwa 26 Millionen US-Dollar eingespielt hatte, was die Produktionsfirma 20th Century Fox an den Rand des finanziellen Ruins trieb. Die Erlöse stiegen jedoch in den kommenden Jahren ständig und nachdem ABC 1966 für zwei Fernsehausstrahlungen 5 Mio. US-Dollar bezahlte, erreichte der Film seinen Break-even point. Im Jahr 2009 hatte der Film bei inflationsbereinigten Kosten von 300 Mio. US-Dollar insgesamt 430 Mio. US-Dollar eingespielt. Auch der Endzeitfilm Waterworld galt bei seiner Veröffentlichung 1995 als Flop, da er weltweit „nur“ 264 Mio. US-Dollar einspielte, was nach Abzug des Einnahmeanteils der Kinos nicht das enorme Produktionsbudget von 175 Mio. US-Dollar decken konnte. Durch hohe Verkaufszahlen von Videokassetten und später DVDs kam der Film später noch in die Gewinnzone.

## Beispiele für Filmflops
Zu den größten Misserfolgen der Filmgeschichte zählen unter anderen die folgenden Filme. Die Liste beruht auf Schätzungen, erhebt keinen Anspruch auf Vollständigkeit oder Aktualität und ist nicht inflationsbereinigt.
| Jahr | Titel                                         | Kosten in Mio. USD (Produktions- und Werbekosten) | Umsatz in Mio. USD (nur Kinoauswertung) |
| ---- | --------------------------------------------- | ------------------------------------------------- | --------------------------------------- |
| 1980 | Heaven’s Gate                                 | 044,0                                             | 03,5                                    |
| 1995 | Die Piratenbraut                              | 115,0                                             | 018,5                                   |
| 1999 | Der 13te Krieger                              | 160,0                                             | 061,7                                   |
| 2001 | Stadt, Land, Kuss                             | 105,0                                             | 010,4                                   |
| 2002 | Pluto Nash – Im Kampf gegen die Mondmafia     | 120,0                                             | 07,1                                    |
| 2004 | Alamo – Der Traum, das Schicksal, die Legende | 145,0                                             | 025,8                                   |
| 2005 | Sahara – Abenteuer in der Wüste               | 241,0                                             | 119,3                                   |
| 2005 | Stealth – Unter dem Radar                     | 170,8                                             | 077,0                                   |
| 2008 | Speed Racer                                   | 200,0                                             | 094,0                                   |
| 2011 | Milo und Mars                                 | 175,0                                             | 039,0                                   |
| 2022 | Moonfall                                      | 175,0                                             | 067,3                                   |

In den deutschen Kinos war Honig im Kopf der erfolgreichste Spielfilm des Jahres 2014, während die auf Englisch produzierte Fassung Head Full of Honey (2018) in den ersten zwei Wochen nur 57.774 Euro einspielte, bei 6388 Zuschauern. Die Filmproduktion erhielt Fördergelder in der Höhe von 4,6 Millionen Euro. Zusammen mit dem US-amerikanischen Ergebnis (12.350 Dollar) bedeutet dies, dass der Film sicherlich weniger als zwei Prozent seiner Produktionskosten eingespielt hat.